# Zlatá Olešnice (Liberec)
Zlatá Olešnice é uma comuna checa localizada na região de Liberec, distrito de Jablonec nad Nisou‎.